# Деніз Ундав
Деніз Ундав (нім. Deniz Undav; нар. 19 липня 1996, Фарель) — німецький футболіст, нападник німецького клубу «Штутгарт» та національної збірної Німеччини.
Виступав, зокрема, за клуби «Гафельзе», «Меппен» та «Уніон Сент-Жілуаз».

## Клубна кар'єра
Народився 19 липня 1996 року в місті Фарель. Вихованець юнацьких команд футбольних клубів «Акім», «Вердер», «Вайге» та «Гафельзе».
У дорослому футболі дебютував 2015 року виступами за команду «Гафельзе», в якій провів два сезони, взявши участь у 67 матчах чемпіонату. Більшість часу, проведеного у складі «Гафельзе», був основним гравцем атакувальної ланки команди. У складі «Гафельзе» був одним з головних бомбардирів команди, маючи середню результативність на рівні 0,48 гола за гру першості.
Протягом 2017—2018 років захищав кольори клубу «Айнтрахт» (Брауншвейг) II.
Своєю грою за останню команду привернув увагу представників тренерського штабу клубу «Меппен», до складу якого приєднався 2018 року. Відіграв за клуб з Меппена наступні два сезони своєї ігрової кар'єри. Граючи у складі «Меппена» також здебільшого виходив на поле в основному складі команди. В новому клубі був серед найкращих голеодорів, відзначаючись забитим голом в середньому щонайменше у кожній третій грі чемпіонату.
2020 року уклав контракт з клубом «Уніон Сент-Жілуаз», у складі якого провів наступні два роки своєї кар'єри гравця. Тренерським штабом нового клубу також розглядався як гравець «основи». І в цій команді продовжував регулярно забивати, в середньому 0,71 рази за кожен матч чемпіонату. У 15-му турі бельгійського Першого дивізіону A в переможному матчі 7–1 проти «Остенде» зробив покер.
31 січня 2022 року приєднався до складу клубу «Брайтон енд Гоув», підписавши контракт на чотири з половиною роки. До кінця сезону 2021–22 повернувся до бельгійського «Уніон Сент-Жілуаз» на правах оренди. У першій грі сезону 2022–23 проти «Манчестер Юнайтед», яка завершилась перемогою «Брайтона» 2–1, Деніз був замінений на останній хвилині.
2 серпня 2023 року перейшов в клуб Бундесліги «Штутгарт» на правах оренди до кінця сезону 2023–24. 16 вересня дебютував за «Штутгарт», вийшовши на заміну Крісу Фюріху в матчі Бундесліги проти клубу «Майнц 05». 30 вересня забив свої перші голи за «Штутгарт», відзначившись дублем у воротах «Кельна». Був визнаний найкращим гравцем Бундесліги за листопад 2023 року. 27 січня 2024 року в матчі проти клубу «РБ Лейпциг» оформив свій перший хет-трик в Бундеслізі.
9 серпня 2024 року підписав повноцінний п'ятирічний контракт із клубом «Штутгарт».

## Виступи за збірну
З 2024 року залучається до лав національної збірної Німеччини.

## Сім'я
Народився у Німеччині в родині курдів-єзидів, в сім'ї було п'ятеро дітей. Його родина походить з села Іншиклі в турецькій провінції Шанлиурфа, звідки його дідусь емігрував до Німеччини після державного перевороту в Туреччині у 1980 році.

## Статистика виступів

### Статистика клубних виступів
Станом на 24 травня 2025
| Клуб                       | Сезон             | Ліга              | Ліга | Ліга  | Національний кубок | Національний кубок | Кубок ліги | Кубок ліги | Європа | Європа | Інші | Інші  | Усього | Усього |
| Клуб                       | Сезон             | Дивізіон          | Ігор | Голів | Ігор               | Голів              | Ігор       | Голів      | Ігор   | Голів  | Ігор | Голів | Ігор   | Голів  |
| -------------------------- | ----------------- | ----------------- | ---- | ----- | ------------------ | ------------------ | ---------- | ---------- | ------ | ------ | ---- | ----- | ------ | ------ |
| «Гафельзе»                 | 2014–15           | Регіоналліга      | 3    | 0     | 0                  | 0                  | —          | —          | —      | —      | —    | —     | 3      | 0      |
| «Гафельзе»                 | 2015–16           | Регіоналліга      | 32   | 16    | 2                  | 0                  | —          | —          | —      | —      | —    | —     | 34     | 16     |
| «Гафельзе»                 | 2016–17           | Регіоналліга      | 32   | 16    | 3                  | 5                  | —          | —          | —      | —      | —    | —     | 35     | 21     |
| «Гафельзе»                 | Разом             | Разом             | 67   | 32    | 5                  | 5                  | —          | —          | —      | —      | —    | —     | 72     | 37     |
| «Айнтрахт» (Брауншвейг) II | 2017–18           | Регіоналліга      | 18   | 9     | 0                  | 0                  | —          | —          | —      | —      | —    | —     | 18     | 9      |
| «Меппен»                   | 2018–19           | 3 ліга            | 35   | 6     | 3                  | 1                  | —          | —          | —      | —      | —    | —     | 38     | 7      |
| «Меппен»                   | 2019–20           | 3 ліга            | 34   | 17    | 1                  | 0                  | —          | —          | —      | —      | —    | —     | 35     | 17     |
| «Меппен»                   | Разом             | Разом             | 69   | 23    | 4                  | 1                  | —          | —          | —      | —      | —    | —     | 73     | 24     |
| «Уніон Сент-Жілуаз»        | 2020–21           | D2                | 26   | 17    | 3                  | 1                  | —          | —          | —      | —      | —    | —     | 29     | 18     |
| «Уніон Сент-Жілуаз»        | 2021–22           | Ліга Жупіле       | 39   | 26    | 2                  | 1                  | —          | —          | —      | —      | —    | —     | 41     | 27     |
| «Уніон Сент-Жілуаз»        | Разом             | Разом             | 65   | 43    | 5                  | 2                  | —          | —          | —      | —      | —    | —     | 70     | 45     |
| «Брайтон енд Гоув»         | 2022–23           | Прем'єр-ліга      | 22   | 5     | 5                  | 2                  | 3          | 1          | —      | —      | —    | —     | 30     | 8      |
| «Штутгарт» (оренда)        | 2023–24           | Бундесліга        | 30   | 18    | 3                  | 1                  | —          | —          | —      | —      | —    | —     | 33     | 19     |
| «Штутгарт»                 | 2024–25           | Бундесліга        | 27   | 9     | 4                  | 2                  | —          | —          | 6      | 1      | 1    | 1     | 38     | 13     |
| «Штутгарт»                 | Разом             | Разом             | 57   | 27    | 7                  | 3                  | —          | —          | 6      | 1      | 1    | 1     | 71     | 32     |
| Усього за кар'єру          | Усього за кар'єру | Усього за кар'єру | 298  | 139   | 26                 | 13                 | 3          | 1          | 6      | 1      | 1    | 1     | 334    | 155    |

## Титули і досягнення

### Командні
- Володар Кубка Німеччини (1):

«Штутгарт»: 2024–25

### Особисті
- Найкращий бомбардир чемпіонату Бельгії: 2021–22 (25 м'ячів)
- Гравець року в Бельгії: 2021–22[20]
- Гравець місяця в Бундеслізі: листопад 2023, січень 2024[21]